# Ratusz w Starogardzie Gdańskim
Ratusz w Starogardzie Gdańskim – obecny budynek ratusza pochodzi z początku XIX wieku. Zbudowany na fundamentach gotyckich. Gmach spłonął podczas pożaru miasta w 1792, w 1893 został odbudowany stylu neorenesansowym. Mieści się pośrodku Rynku.
Podczas modernizacji Rynku w 2017 roku odkryto średniowieczne mury piwnic ratusza znajdujące się na południe od obecnego budynku, pochodzące prawdopodobnie z XIV wieku. Ich lokalizacja świadczy, że obiekt był pierwotnie dwukrotnie większy niż obecnie. Decyzją Pomorskiego Wojewódzkiego Konserwatora Zabytków mury zasypano, a ich obrys zaznaczono na nawierzchni placu.
Obecnie w budynku znajdują się wystawy czasowe Muzeum Ziemi Kociewskiej oraz sala ślubów Urzędu Stanu Cywilnego.